# Леонард Хобхаус
Леонард Трелавни Хобхаус (1864 – 1929) био је британски либерални политички теоричар и социолог, сматрао се једним од водећих и најстаријих заговорника социјалног либерализма. Његова дела, који су кулминирала у његовој најпознатијој књизи „Либерализам“ (1911), заузимају централно место у оквиру канона „Нови Либерализам“.
Радио је као академик и као новинар, и имао кључну улогу у увођењу социологије као академске дисциплине; 1907. делио је, са Едвардом Вестмарком, одлику да буде први професор социологије које је постављен у Уједињеном Краљевству, на лондонском универзитету. Такође је био оснивач и први уредник „Социолошке ревије“. Његова сестра је била Емили Хобхаус активсткиња британске социјалне помоћи.

## Биографија
Леонард Хобхаус је рођен 8. септембра 1864. у угледној англиканској породици. Његова сестра Емили постала је истакнута социјална радница и учесник кампање за социјалну помоћ (заштиту). Хобхаус се школовао у Оксфорду 1890, постао је асистент и 1894. је изабран за сарадника на колеџу. Док је био тамо, објавио је своје прве две књиге „ Раднички покрет  1893. и „ Теорија знања  1896, које су одмах постигле успех.
1897, Хобхаус се придружио особљу Манчестер Гардијана, где је остао до 1901. Написао је познато дело „ Ум у Еволуцији  1901. и „Демократија и Реакција 1094. 1902. Хобхаус се преселио у Лондон и постао активно укључен у политику од 1902. до 1905, био је секретар Синдиката слободних трговаца. Затим се придружио особљу „Социолошког прегледа где је радио као уредник. 1906. основао је, заједно са Ј. Л. Хамондон, Хенри Бреилсфордом и Филипом Гибсом, нови Либерални часопис (новине) које су се звале „ Трибуне . Такође је био активан члан удружења одраслих са правом глас.1906. објавио је своје, вероватно најпознатије дело, „Моралност у Еволуцији . На основу својих достигнућа, 1907. постављен је за првог професора социологије на универзитету у Лондону.
Наставио је да објављује чланке у „ Манчестер гардијану  и 1911. постао је управник и директор новина. 
Са почетком Првог светског рата 1914. Хобхаус заједно са две друге важне фигуре британског новинарства, С. Р Скот и Чарлс Монлаг, подстицао је британску владу да остане неутрална у растућем конфликту у Европи. Ипак када је рат већ почео, дао је своју подршку влади. Ускоро је, међутим, био је престрављен пустошима рата и позвао на преговоре о миру. Након рата, Хобхаус је написао неколико осталих важних радова, између осталих. Метафизичка теорија државе (1918), Рационално добро ( 1921), Елементи социјалне правде (1922) и Социјални развој (1924). Међутим, постао је разочаран либералном биократијом и повукао се из политичких активности. Остао је професор на универзитеу у Лондону до последњих дана свог живота. Умро је 21. јуна 1929. у Француској.

### Рад
Хобхаус је био утицајан и на академском и политичком пољу. Његови филозофски погледи комбиновани са његовим знањем социјалних наука довело је до развоја облика социјалног либерализма и промовисања идеја социјалне промене која је критиковала једноставне биолошке идеје еволуције. Његови политички и економски погледи довели су до тога да промовише економске и стране политичке супротстављајући се немешањем државе у економска питања и империјализму и да промовише напоре у сарадњи.

### Филозофски став
У његовој „Теорији знања“ (1890), Хобхаус се супротставио филозофском идеализму који је био доминантан у Оксфорду. Веровао је да људска рационалност и знање служе као средство ка социјалној промени, и стога било какве рестрикције у развоју тог знања би довео до обструкције социјалног напретка.
Хобхаусов рад такође је представљао позитивну визију либерализма у којој је сврха слободе да омогући појединима да се развијају. Хобхаус је одбијао класичан либерализам, истичући рад других либерала који су наплаћивали разне облике принуде која је већ постојала у друштву независно од владе. Из тог разлога, предлагао је то да би промовисала слободу влада мора да контролише те факторе који су већ постојали и радили против тога.
Његов „Ум Револуције“ из 1901. се често сматрао једним од разних класика компаративне психологије. У њему он, је критиковао социјалне Дарвинисте који су тврдили да друштво напредује кроз опстанак најјачих институција. Они су одбијали свесне социјалне реформе, тврдећи да такве реформе само ометају еволутивни напредак људи. Хобхаус је устао против таквих тврдњи, тврдећи да са открићем науке и са националним знањем, људи су надмашили ниво голе борбе за останак. Биолошка еволуција је стога заменила светским развојем, а социјалне реформе заменили су борбу као средство за очување врсте.
У његовој „Моралности и еволуцији“ (1906), Хобхаус је класификовао људска интелектуална достигнућа, укључујући моралност, религију, знање и политичке и економске институције. Веровао је да и људи достигну тачку где могу сами да се организују и хармонични социјални систем који ће бити од користи свим појединцима који су и део тог система.

### Економска политика
Хобхаус је био важан у оснивању „Новог либералног“ покрета. Либералне странке под вођством Херберта Хенрија Асквита; Дејвида Лојда Џорџа. У његовом првом важном раду „Раднички покрет“ (1893), подстицао је уједињење снага трговинских синдиката и оних реформског либерализма. Тврдио је да је потребна колективна контрола индустрије и пољопривреде и да би се обезбедила ефикаснија и праведнија дистрибуција животних потреба. Правио је разлику између власништва „за коришћење“ и власништва „ за моћ“. Такође теорисао да је власништво стечено не само од стране напора појединаца већ и од стране друштвене организације (што је значило, они који су имали власништво дуговали су део успеха и самим тим имали неке обавезе према друштву, дајући теоретско оправдање за ниво редистрибуције које су обезбедиле нове државне пензије. Важно је нагласити, међутим да Хобхаус није волео мексички својализам, описујући сопствену позицију као „либерални социјализам“, иако би се то данас звало социјална демократија. Хобхаусови политички и економски погледи су се променили после Првог светског рата. Пошто је разочаран владиним институцијама великих размена и почео да подржава медификовани облик „еснафског социјализма“.

### Страна политика
Хобхаус је често био разочаран што сарадници колективисти из Британије су у исто време тежили да буду империјалисти. Хобхаус се супротстављао империјализму. Критиковао је Бурске ратове и био резервисан поводом Првог светског рата. Био је интернационалиста и није волео тежњу британских националних интереса које је практиковала влада у то време. После Првог светског рата, тврдио је да победничке нације треба да преговарају о помирењу са Немачком, а не да строго кажњавају због рата. Такође је подржавао оснивање Лиге народа верујући да она може да се трансформише у светску државу.

### Наслеђе
У историји политичких мислилаца, Хобхаус се сматрао једним од најважнијих наследника либералне традиције Џона Стјуарта Мита. Хобхаусов „Либерализам“ (1911) је постао класик, вероватно најбоља представа либералних идеала 20. века. Поред тога, Хобхаус је био један од оснивача теоретске социологије у Британији и радио је као први професор социологије у Британији. Његов рад је имао неки утицај на социолошку теорију у Сједињеним Државама 1920-их и 1930-их, али је имао веома ограничен утицај у другој половини 20. века.

### Радови
- The Labour Movement. (1893) reprinted 1912
- Theory of Knowledge: a contribution to some problems of logic and metaphysics. (1896)
- Mind in Evolution. (1901)
- Democracy and Reaction. (1905)
- Morals in Evolution: a study in comparative ethics in two volumes (1906)
- Liberalism (1911)
- Social Evolution and Political Theory. (1911)
- Development and Purpose. (1913)
- The Material Culture and Social Institutions of the Simpler Peoples. (1915)
- The Metaphysical Theory of the State: a criticism. (1918)
- The Rational Good: a study in the logic of practice. (1921)
- The Elements of Social Justice. (1922)
- Social Development: its nature and conditions (1924)
- Sociology and Philosophy: a centenary collection of essays and articles (1966)